# Paranumismatique
La paranumismatique (appelée paranumismatica en Grande-Bretagne et exonumia aux États-Unis) est l'étude des objets similaires à des pièces de monnaie ou médailles n'appartenant pas stricto sensu au champ de la numismatique, tels que les jetons, les pièces écrasées et certaines formes de médailles, ou d'autres objets utilisés à la place de la monnaie légale ou de commémoration. 
Ce vaste domaine, longtemps négligé mais très important sur le plan historiographique, peut regrouper également des objets ou documents en rapport avec la monnaie et les outils usuels servant aux échanges commerciaux de nature monétaire.
Il existe des collectionneurs de ce type d'objets, ainsi que des collections publiques. Les collections peuvent donner lieu à des expositions.

## Exemple d'expositions
- Chic et utile, l’art du porte-monnaie, mai-novembre 2019, La Monnaie de Paris - Musée du 11 Conti[1].